# U.S. News & World Report
U.S. News & World Report är en amerikansk nyhetsorienterad tidskrift som ges ut i Washington, D.C.. Tidningen var länge en av de mer inflytelserika nyhetsmagasinen i USA, tillsammans med Time och Newsweek. Den är bland annat känd för sin rankning av amerikanska universitet.

## Bakgrund
1933 startade David Lawrence inrikesnyhetstidningen United States News. 1946 startade Lawrence även tidningen World Report som inriktade sig på utrikeshändelser. De två tidningarna slogs ihop 1948 till U.S.News & World Report och Lawrence sålde sedan tidningen till dess redaktion. 1984 köptes tidningen av Mortimer Zuckerman, som även äger New York Daily News.
Tidningen gavs ut varje vecka fram till juni 2008 när utgivningstakten minskades till varannan vecka. I november 2008 meddelades det att tidningen enbart skulle ges ut en gång i månaden och att man istället skulle fokusera på Internet.